# Jakob Gross (Täufer)

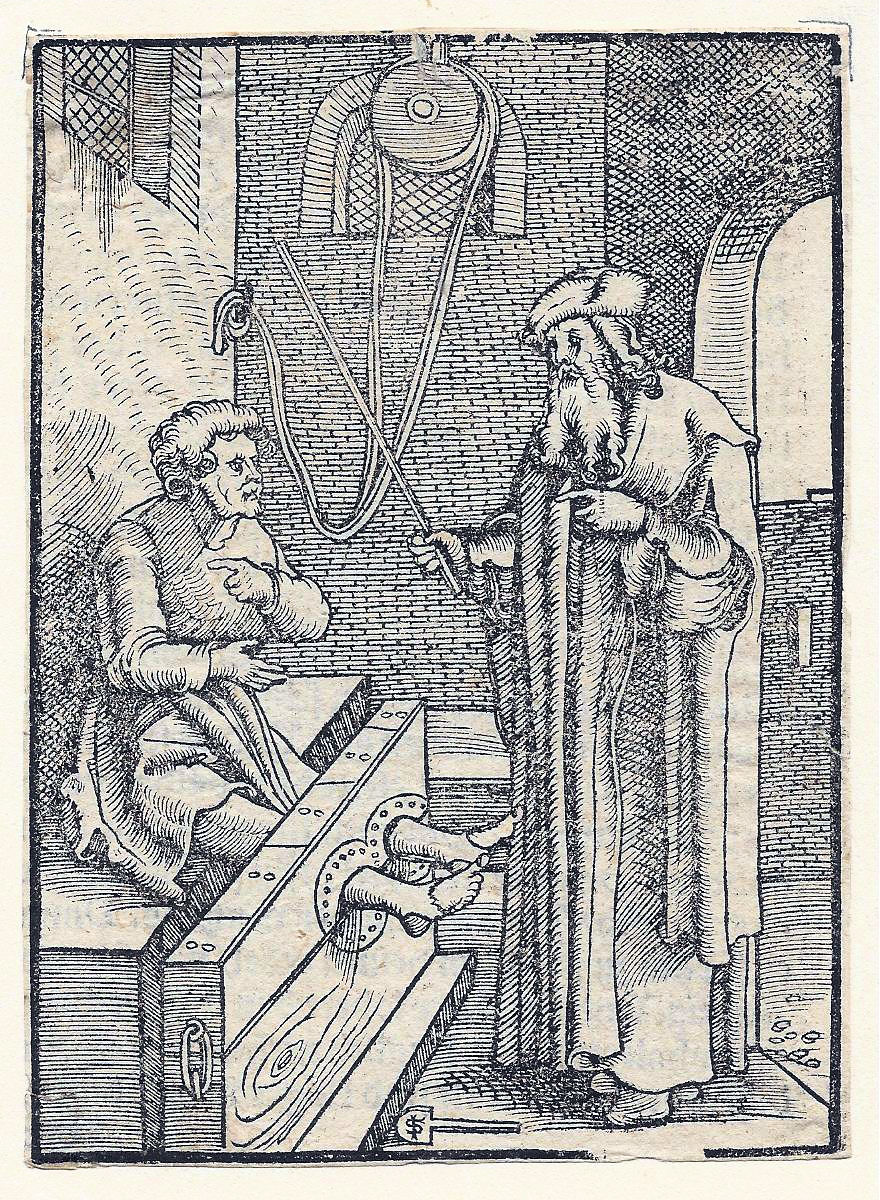
Pseudoschäufelein: Das Verhör, um 1528

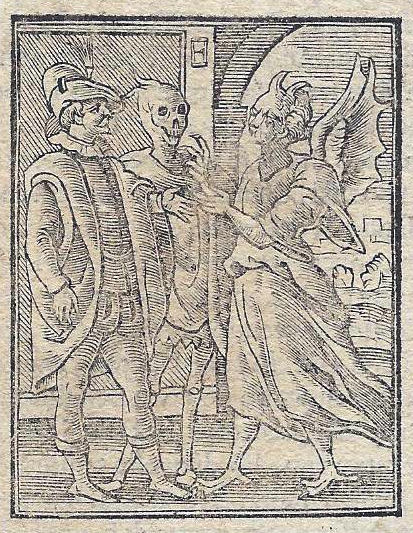
Täufer, Tod und Teufel, Holzschnitt aus einem anonymen Totentanz des 16. Jahrhunderts

Jakob Gross, auch Jakob von Waldshut, (* um 1500 in Waldshut; † nach 1531) war ein Täuferprediger, von Beruf Kürschner.

## Leben
Die Herkunft von Jakob Gross ist unbestimmt. Laut eigenen Angaben bei seinem Verhör in Augsburg wurde er durch Konrad Grebel (ain student von Zürich) mit dem Täufertum bekannt gemacht. Getauft habe ihn Balthasar Hubmaier in Waldshut. Als die Waldshuter im Juni 1525 mobilmachten, um die aufständischen Bauern bei der Belagerung Radolfzells zu unterstützen, verweigerten Jakob Gross und der mit ihm befreundete Täufer Ulrich Teck den Kriegsdienst. Sie wurden in den Turm gelegt und dann unter Einzug des Vermögens der Stadt verwiesen. Die beiden wandten sich nach Grüningen, da sie vermuteten, dort weitere pazifistische Gesinnungsgenossen zu finden. Ende 1526 wird in einem Straßburger Verhörprotokoll Folgendes festgehalten: „[Gross] Sagt auch, waß der oberkeit zustehe, das [woll] er halten vnd für sein person wider kein oberheit nie willens zu setzen, etc.; wolle wachen, hüten, harnisch anlegen, den spies in die hand nehmen: des sper er sich gar nit; aber die leuth zu todt zu schlagen, dass sei in kei[ne]m gebott gots geschrieben.“
Im August 1525 war er als Täuferprediger im Grüninger Amt (Kanton Zürich) tätig und unterstützte Grebel in der Missionstätigkeit. Wie er nach seiner Verhaftung in Grüningen aussagte, soll er zusammen mit dem ebenfalls aus Waldshut stammenden Ulrich Teck an einem Tag mehr als 30 Taufen durchgeführt haben. Nachdem er aus dem Gebiet von Zürich vertrieben wurde, begab er sich in den Berner Unteraargau, wo er unter anderem in Zofingen, Brittnau und Aarau seine Predigt und Tauftätigkeit aufnahm, bis er auch hier verhaftet wurde. Im Verhör in Brugg verteidigte er geschickt seine Ansichten zum Täufertum und griff gleichzeitig Zwingli und andere Prädikanten an.
Gross verließ darauf die Eidgenossenschaft und begab sich nach Lahr und, als er dort ebenfalls vertrieben wurde, nach Strassburg. Kaum war er im April 1526 in Strassburg angekommen, fing er auch hier an zu taufen und seine Ansichten zur Taufe und zur Gewaltlosigkeit zu verbreiten. Er wurde jedoch schon im Sommer 1526 verhaftet und einem Verhör unterzogen. Als er nicht bereit war zu widerrufen, wurde er aus der Stadt verbannt. Jakob Gross gilt als Begründer der Strassburger Täufergemeinde.
Jakob Gross verstand sich als Prediger und hinterließ keine Schriften. Lediglich ein Zettel mit täuferischen Grundsätzen, der in Straßburg erhalten blieb, wird von einigen Autoren Gross zugeordnet. Jakob Groß, der aus dem Handwerkerstand kam, verfügte mit Sicherheit über Lese- und Schreibkenntnisse. In der Not nach seiner Verhaftung war seine Frau Veronika gezwungen, Bücher aus dem Besitz des Paares zu verkaufen, deren Titel durch die Augsburger Verhörprotokolle überliefert sind.
Von Strassburg zog Jakob Gross weiter nach Augsburg, wo er im Spätherbst 1526 eintraf. Hans Denck hatte kurz zuvor Augsburg verlassen, um nach Straßburg zu gehen. Gross übernahm die Leitung der durch den Weggang Dencks vakanten Täufergemeinde und begann mit einer erfolgreichen Missionsarbeit. Im Laufe des Jahres 1527 taufte er nachweislich 22 Personen. Im August 1527 nahm er an der Augsburger Märtyrersynode teil und führte hier die Fraktion der pazifistisch gesinnten Schweizer Täufer, zu der unter anderem auch Hans Beck aus Basel und Gregor Maler aus Chur gehörten. Er war es, der auf dieser Synode die Schleitheimer Artikel verteidigte. Im September 1527 wurde er nach einer Versammlung im Haus des Webers Gall Fischer zusammen mit Hans Hut und circa 60 weiteren Personen verhaftet und ins Augsburger Gefängnis verbracht. Auf Anweisung des Augsburger Rates fand vom 21. bis 26. September 1527 eine Disputation statt, bei der Gross und seine Mitgefangenen Hut, Dachser und Salminger sich vor vom Rat bestellten und bezahlten antitäuferischen Theologen zu verantworten hatten. Zu diesen gehörten unter anderen Urbanus Rhegius, Stephan Agricola und Johannes Frosch. Gross blieb vier Jahre eingekerkert, bis er im Juni 1531 widerrief. Über seinen weiteren Verbleib ist nichts bekannt.
Jakob Gross war verheiratet mit Veronika Albrecht, die ebenfalls aus Waldshut stammte. Nach eigenen Angaben wurde sie von Wilhelm Reublin (vermutlich am Karsamstag 1525 in der Kirche zu Waldshut) getauft. In Augsburg lebte sie zusammen mit ihrem Mann im Haus von Eitelhans Langenmantel. Ein Jahr nach ihrem Mann wurde auch sie in Augsburg verhaftet. Weil sie nicht widerrief, wurde sie mit Ruten aus der Stadt gepeischt. Veronika Gross gilt als eine der ersten namentlich bekannten Täuferfrauen.

## Taufsukzession
Die Linie der Taufsukzession geht bei Jakob Gross (Frühjahr 1525) über Balthasar Hubmaier (Frühjahr 1525), Wilhelm Reublin (Januar 1525), Jörg Blaurock (Januar 1525) auf Konrad Grebel (Januar 1525) zurück. Die in Klammern gesetzten Daten bezeichnen das jeweilige Taufdatum. Belege dazu finden sich in den Biographieartikeln der erwähnten Personen.